# 三橘愛

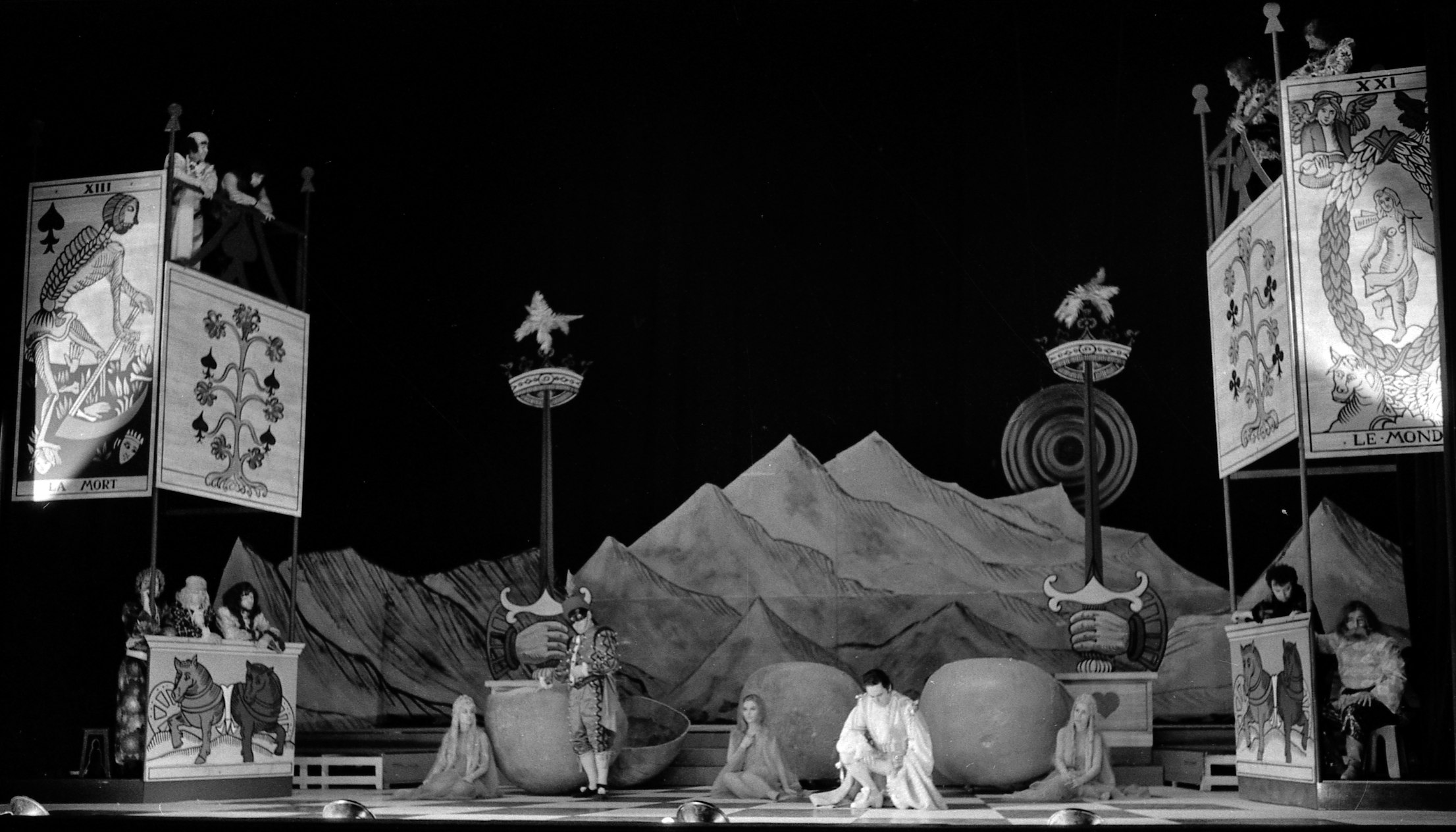
1971年在图卢兹市政厅剧院的演出

《三橘愛》（法語：L'amour des trois oranges），又稱《三橙之戀》，是蘇聯作曲家普羅高菲夫於1919年創作的四加一幕諷刺歌劇（op. 33），改編自卡洛·戈齊的同名諷刺小說。此時他的音樂語言進入第二階段外國階段（從1918年起），這時他的音樂更為現代，第二主線分明。這時的普羅高菲夫開始不理會調性。聚集的音響，旋律的突然爆發是這時期作品的特色。其法國版歌劇于1921年12月30日在伊利諾州芝加哥市的禮堂劇院首演。

## 簡介

### 故事导读
某位王子因罹患忧郁症可能不久于人世，此时，狠心的女巫也对王子下了诅咒，要他前去某个国家盗取三个橘子，并且爱上这三个橘子。 
经过一番努力，王子和小丑终于顺利盗取这三个橘子，但小丑在返回王宫途中，因口渴难耐，于是剥开一个橘子，没想到橘子里面走出了一个公主，没办法，只好再剥另一个橘子，没想到又走出第二个公主，小丑吓得跑走了，二位公主也因口渴难耐而死去，王子只好再剥第三颗橘子，里面也走出一位公主，王子爱上了美丽的公主，经过一连串阴错阳差的惊险，王子与公主的魔咒终於解除，从此过著幸福快乐的日子。

### 曲目介紹

#### 序幕
- 給我們驚天動地的悲劇 由悲劇支持者、喜劇支持者、抒情劇支持者和十名好事的劇組人員合唱。

1. 觀眾們在舞台前吵成一團，他們分別支持悲劇、喜劇和愛情劇。十名好事的劇組人員阻止了他們，並告訴他們：今天的劇碼是"三橘愛"。在脫線的喇叭手的瞎搞下，戲亂七八糟地開演了。

- 克拉柏的王陷入悲慘之中由傳令官和十名好事的劇組人員演唱

1. 傳令官上台唱出的一段旋律，敘述戲的背景。隨即十名好事的劇組人員上台唱出：「開演啦──開演啦──」

#### 第一幕

##### 第一景
- 我悲慘的兒子由國王、醫生和潘塔林演唱

1. 克拉柏國王悲歎著王子的不治之症，醫生們也束手無策，潘塔林認為這是讀太多正经詩歌所造成的。隨即是國王和潘兩人精采的二重唱。

- 屈法迪諾！由潘塔林、屈法迪諾和國王輪唱

1. 醫生告知國王他兒子的憂鬱症只可以用笑聲治癒，所以潘塔林傳來小丑屈法迪諾安排盛大的娛樂。

- 李納多，安排一些娛樂節目國王、李納多、潘塔林和屈法迪諾的四重唱

1. 首相李納多反對計畫，他希望王子死掉。潘向屈抱怨李一直給他惹麻煩。

##### 第二景
- 是賽里歐!賽里歐、法塔莫加娜、小惡魔和十名好事的劇組人員合唱

1. 魔術師賽里歐（支持國王）和女巫法塔莫加娜（支持李納多和克拉麗斯/國王的侄女、李納多的情人）打牌。賽里歐連輸三場 。曲子在黑暗動機中結束。

##### 第三景
- 我的計畫都受到阻礙李納多和克拉麗斯對唱&悲劇支持者和小丑們合唱

1. 李納多和克拉麗斯密謀殺害王子，這樣，克拉麗斯可以繼承王位。悲劇支持者對這齣戲提出抗議。克拉麗斯一直埋怨李動作太慢，整不死王子。

- 瞧？是誰？莎曼迪娜、李納多和克拉麗斯

1. 僕人莎曼迪娜扮成小丑，卻差點被李殺死；莎悄悄透露她是法塔莫加娜的僕人，會支援李纳多。第一幕在三人合唱中結束。

#### 第二幕
- 不好笑嗎?屈法迪諾、王子、十個好事者和喜劇支持者演唱

1. 屈法迪諾努力使王子笑，但依舊無效。（儘管喜劇支持者有在加油吶喊）

- 第一招大合唱

1. 屈使盡了花招，王子還是不笑。

- 把酒徒和貪吃鬼找來大合唱

1. 屈召集了酒徒和貪吃鬼，王子依舊不笑，直到法塔莫加娜撞倒屈後跌倒，露出了她的燈籠內褲 — — 王子大笑。除了李納多和克拉麗斯外，其他人都很開心。此段音樂中的小丑動機是全劇最膾炙人口之處。

- 你這怪物，聽我說法塔莫加娜主唱，小惡魔和聲。

1. 腦羞成怒的法塔莫加娜詛咒王子： 他將愛上三個橘子。歷經各種險阻，王子和屈法迪諾必須去尋找那三顆可能找不到的橘子。

- 真是大難臨頭啊潘、屈、國王、王子和十個好事者演唱

1. 王子陷入瘋瘋癲癲的狀態，國王和潘企圖阻止他去找那三個橘子。但王子還是成功的逃走了。最後潘唱出：「真是齣悲劇啊」，小丑動機再次響起，第二幕結束。

#### 第三幕

##### 第一景
- 法法列羅賽里歐和風神法法列羅對唱

1. 賽里歐向風神法法列羅詢問王子的去處，法裝聾作啞，搞得賽很不爽，法便趁機把賽吹走了。

##### 第二景
- 風停了，橘子一定在附近賽里歐、王子和屈法迪諾的三重唱

1. 賽里歐向王子和屈法迪諾警告旅途中的危險，但王子不甩賽，還唱起了情歌。

- 聽著，屈法迪諾賽里歐、王子和屈法迪諾的三重唱

1. 賽告訴王子和屈三個桔子的位置，但警告他們打開橘子時他們必須有水可用。他也給屈用來勾引瘋廚師（男低音反串!）的小紅布條。兩人走後，賽唱出：「院命運庇佑他們不被杓子打死!」

##### 第三景
- 我們身在何處?王子和屈法迪諾的二重唱

1. 王子和屈潛入克里昂的王宮，卻看見了可怕的克里昂，他們只好在毫無退路的情況下盲目的前進。

- 好可怕呀瘋廚師、王子和屈法迪諾的三重唱

1. 廚師發現了屈，想把屈打死。幸好屈及時利用小紅布條來分散廚師的注意力，兩人順利的帶著桔子逃入沙漠中。這段歌曲相當精彩，值得一聽。

##### 第四景
- 如果沒有大風吹王子和屈法迪諾的二重唱

1. 王子和屈拖著愈變愈大的橘子，感到相當疲累，王子便睡著了。

- 都渴死了怎麼睡得著王子和屈法迪諾的二重唱，隨即是屈和兩個公主的三重唱

1. 口渴的屈法迪諾趁王子睡覺時偷剝開了一個橘子。琳妮塔公主從橘中跑出來討水，屈只好再撥一個橘子，但橘子裡又冒出了公主，兩個公主都渴死了，屈則溜之大吉。

- 走吧，屈法迪諾王子獨唱

1. 王子看見了兩個死掉的公主，忽然又一群扛屍人冒出，王子命令他們埋葬屍體。

- 親愛的橘子王子和公主的對唱

1. 王子扒開了第三個橘子，十個好事者給王子水保存第三位公主娜妮塔。（在一些版本裡是觀眾叫消防隊來）王子和娜妮塔墜入了愛河，觀眾都很高興。

- 親愛的王子王子和公主的對唱

1. 王子要娶公主，於是他回國去為公主尋求服裝。

- 是莎曼迪娜十個好事者和法塔莫加娜演唱

1. 王子離去後，法塔莫加娜把那妮塔變成老鼠，她命令莎偽裝成公主。

#### 第四幕
- 好高興呀大合唱

1. 每個人都回到國王的宮殿，王子現在被迫要娶莎曼迪娜為妻。

- 邪惡的巫婆賽里歐、法塔莫加娜和十名好事的劇組人員合唱

1. 賽里歐和 法塔莫加娜互相叫囂，指責對方作弊，十名好事的劇組人員用陷阱把女巫走了，賽里歐終於能好好的工作。

- 準備好了嗎?大合唱

1. 大家看見了公主化身的老鼠，都嚇到了。

- 我心愛的公主大合唱

1. 賽里歐將公主還原。王子和公主感人的相認了。

- 這個女人是誰?大合唱

1. 國王判處莎曼迪娜、李納多和克拉麗斯死刑，但三人卻逃了出來。

- 叛徒!大合唱

1. 雞婆的法塔莫加娜幫助莎曼迪娜、李納多和克拉麗斯逃脫，最後卻被一網打盡。

- 吾皇萬歲!大合唱

1. 歌劇結尾，大家都讚美王子和他的新娘。

### 角色
1. 克拉柏國王（King of Clubs） ，克拉柏（意為俱樂部）王國的統治者 男低音
2. 王子，男高音
3. 克拉麗斯（Clarice），國王的侄女 女低音
4. 李納多（Leandro） 首相 男中音
5. 屈法迪諾（Truffaldino），小丑 男高音
6. 國王的顧問 潘塔林（Pantaloon） 男中音
7. 賽里歐（Tchelio），蹩腳魔術師 男低音
8. 法塔莫加娜（Fata Morgana），女巫 花腔女高音
9. 公主 娜妮塔（Ninette）  女高音
10. 公主 琳妮塔（Linette）   女低音
11. 公主 妮可蕾塔（Nicolette） 女中音
12. 莎曼迪娜（Smeraldina）、 法塔莫加娜的僕人 女中音
13. 法法列羅（Farfarello），風神 男低音 （里昂版由潘塔林/男中音兼飾）
14. 瘋廚師（Crazy cook） 三個橘子的保管人 男低音
15. 傳令官（男低音，於里昂版中由國王兼唱此角）
16. 悲劇支持者（紳士們）
17. 喜劇支持者（劇院的工人）
18. 抒情劇支持者（淑女）
19. 十名好事的劇組人員
20. 小惡魔
21. 朝臣、警衛、醫生、公務員、沙漠中的扛屍人和士兵
22. 脫線的喇叭手
23. 小丑們
24. 酒徒和貪吃鬼（可有可無）

## 緣起劇生
十八世纪意大利剧作家卡洛戈齐为了讽刺当时流行的舞台喜剧，而将传统的意大利童话故事改编，以荒诞的模仿讽刺手法嘲讽当时的舞台剧，这是一部“给大人看的童话故事”，当时在威尼斯确实很轰动。经过一百五十年后，当时俄国剧作家梅耶霍德觉得它正适合讽刺二十世纪的浪漫舞台剧，于是将《三橘爱》转载于杂志上。作曲家普罗高菲夫看了之后，于是根据该故事譜写了歌剧。

## 里昂演出版本
- 指揮：肯特長野
- 樂團：里昂歌劇院管弦樂團
- 合唱團：里昂歌劇院合唱團
- 場地：里昂歌劇院
- 卡司：加布里埃爾‧巴庫爾、珍路克‧維亞拉、喬治‧ 戈蒂埃、凱薩琳‧ 迪保仕、加勒‧巴士

## 交響曲版曲目
1. 小丑（The Ridicules）
2. 黑暗之谷：法师与女巫赌牌（The Magician Tchelio and Fata Morgana Play Cards （Infernal Scene））
3. 进行曲（March）
4. 谐谑曲（Scherzo）
5. 王子与公主（The Prince and the Princess）
6. 逃亡（Flight）